# 2021年國家聯盟外卡晉級賽
2021年國家聯盟外卡晉級賽（2021 American League Wild Card Game），是由國家聯盟3個分區冠軍亞特蘭大勇士（東區）、密爾瓦基釀酒人（中區）、舊金山巨人（西區）以外的球隊進行排名，以勝率前2名的球隊獲得外卡資格，兩隊將會進行1場比賽，獲勝的球隊可以晉級國聯分區賽挑戰國聯頭號種子。其中兩隊以勝率較高的球隊獲得主場優勢，如果2隊的勝率相同，則以雙方例行賽對戰獲得優勢的球隊擁有主場優勢。
本季洛杉磯道奇遭逢巨人的超強勢挑戰，兩強都打出單季破百勝，也先後快速進入季後賽，讓國聯外卡就此變成誰能挑戰國西雙雄的格局。聖路易紅雀季中一度頹勢盡顯，但他們在9月突然大爆發，拉出一波恐怖的17連勝，直接取下第2張外卡。另一邊，巨人在最終戰打敗教士，以107勝55敗壓過道奇的106勝56敗，將對方擠去打外卡驟死戰。

## 比賽結果
道奇體育場，洛杉磯
| 聖路易紅雀 | 1 | 0 | 0 | 0 | 0 | 0 | 0 | 0 | 0  | 1 | 5 | 0 |
| 洛杉磯道奇 | 0 | 0 | 0 | 1 | 0 | 0 | 0 | 0 | 2X | 3 | 7 | 1 |
| 勝投： 肯利·簡森 (1–0) 敗投： T. J. McFarland(0–1) 全壘打： 紅雀：無 道奇：賈斯汀·特納（4下，1分）、克里斯·泰勒（9下，2分） |   |   |   |   |   |   |   |   |    |   |   |   |

### 比賽經過
道奇推出麥斯·薛澤主投，不過他在首局就遭遇亂流，被敲出安打和投出保送後因暴投而讓紅雀先馳得點。
1分之差對先發投手回穩、打線火力凶猛的道奇並不難追，然而紅雀不僅先發投手亞當·溫賴特表現精采，堅強的團隊防守也適時發揮幫助投手解圍。
紅雀從第2局開始無法再進帳分數，而道奇雖然在3局下形成一出局滿壘，不過崔亞·特納敲出雙殺打，結束道奇攻勢。
4下，賈斯汀·特納逮到失投的曲球，扛出左外野陽春砲扳平戰局。
兩隊的先發投手都在比賽中段就被換下場休息，牛棚大對決一路僵持到9局下。T. J. McFarland接連處理掉亞伯特·普荷斯和Steven Souza Jr.，不過對科迪·貝林傑投出保送，紅雀派上終結者艾力士·雷耶斯，但他只投了4球就被克里斯·泰勒敲出再見2分砲。
道奇終場3比1險勝，取得國聯分區賽門票。並和巨人進行135年以來的首次季後賽對決。